# Выборы в Европейский парламент в Великобритании (2019)
Выборы в Европейский парламент в Великобритании прошли 23 мая 2019 года в рамках общеевропейских выборов. Результаты были объявлены в воскресенье, 26 и понедельник, 27 мая 2019 года, после того как все остальные страны ЕС проголосовали.[2] Это было последнее участие Соединенного Королевства в выборах в Европейский парламент перед выходом из Европейского союза 31 января 2020 года; это были также последние выборы, проведённые в соответствии с положениями Закона о выборах в Европейский парламент 2002 года до его отмены в соответствии с Законом о выходе из Европейского союза 2018 года, и были первыми европейскими выборами в Соединенном Королевстве с 1999 года, которые проводились в день, не совпадающий с местными выборами. Это были первые из двух общенациональных выборов, проведённых в Соединенном Королевстве в 2019 году; всеобщие выборы 2019 года состоялись шесть с половиной месяцев спустя, в декабре 2019 года.
Поначалу выборы в Европейский парламент в Соединенном Королевстве не планировались, поскольку Brexit (после референдума 2016 года) был назначен на 29 марта 2019 года. Однако на европейском саммите 11 апреля 2019 года британское правительство и Европейский совет договорились отложить выход Великобритании до 31 октября 2019 года. С этого времени в законодательстве Великобритании и ЕС выборы по умолчанию проводились; однако правительство Великобритании продолжало попытки избежать участия, добиваясь соглашения о выходе до 23 мая. 7 мая 2019 года правительство Великобритании признало, несмотря на свое противодействие, что выборы должны состояться. 
Эти выборы стали девятыми выборами депутатов Европарламента от Великобритании (и четвёртым для Гибралтара). Выдвижение кандидатов было завершено до 16:00 25 апреля 2019 года, а регистрация избирателей завершилась 7 мая 2019 года. Британские депутаты заседали до 31 января 2020 года.
Brexit был центральным вопросом избирательной кампании; были высказаны аргументы в пользу того, что это было заменой второго референдума по Brexit. Выборы выиграла партия Brexit, которая получила наибольшее количество голосов и стала крупнейшей общенациональной партией в Европейском парламенте, будучи доминирующим выбором тех, кто проголосовал за выход из Европейского Союза. Голоса тех, кто проголосовал за то, чтобы остаться, были более фрагментарными: Либеральные демократы добились существенного прогресса, заняв второе место в национальном рейтинге, в то время как Шотландская национальная партия (ШНП) и Партия зелёных Англии и Уэльса также улучшили свои результаты по сравнению с выборами 2014 года; однако партии Change UK не удалось получить ни одного места. Консервативная партия потеряла всех, кроме четырёх своих депутатов Европарламента, в то время как Лейбористская партия также понесла тяжёлые потери. Ранее доминировавшая Партия независимости Соединённого Королевства не смогла избрать ни одного депутата Европарламента.
В Северной Ирландии республиканская партия Шинн Фейн, выступающая за сохранение членства в ЕС, и юнионистская Демократическая юнионистская партия, выступающая за выход из ЕС, сохранили свои места, в то время как Ольстерская юнионистская партия уступила место бесконфессиональной партии Альянс, выступающей за сохранение членства в ЕС. В Шотландии ШНП избрала трёх депутатов Европарламента, в то время как Лейбористская партия потеряла обоих депутатов и впервые в своей истории не получила места в Европарламенте от Шотландии. В Уэльсе Партия Brexit стала крупнейшей партией, а националистическая партия Уэльса, выступающая за сохранение членства в ЕС, заняла второе место. Либеральные демократы стали крупнейшей партией в Лондоне.
Выборы стали первыми общенациональными выборами в Соединенном Королевстве с декабря 1910 года, на которых партия-преемница Либеральной партии заняла место выше третьего по количеству голосов или мест, и первыми в истории общенациональными выборами, на которых Консервативная партия получила менее 10% поданных голосов.

## Результаты
Результаты выборов в Уэльсе и большей части Англии были объявлены в воскресенье вечером 26 мая и в понедельник, 27 мая 2019 года – в остальной части Англии и Шотландии. Результаты выборов в Северной Ирландии стали известны к концу понедельника 27 мая.
|        |                                                     |            |          |       |       |  |  |
| Партия | Партия                                              | Голоса     | Голоса   | Места | Места |  |  |
| Партия | Партия                                              | Число      | %        | Число | ±     |  |  |
|        | Брексит                                             | 5 248 533  | 30,5     | 29    | новая |  |  |
|        | Либеральные демократы                               | 3 367 284  | 19,6     | 16    | +15   |  |  |
|        | Лейбористская партия Великобритании                 | 2 347 255  | 13,7     | 10    | -10   |  |  |
|        | Зелёная партия Англии и Уэльса                      | 1 881 306  | 11,811,8 | 7     | +4    |  |  |
|        | Консервативная партия Великобритании                | 1 512 809  | 8,8      | 4     | -15   |  |  |
|        | Шотландская национальная партия                     | 594 553    | 3,5      | 3     | +1    |  |  |
|        | Партия Уэльса                                       | 163 928    | 1,0      | 1     | 0     |  |  |
|        | Шинн Фейн                                           | 126 951    | 0,7      | 1     | 0     |  |  |
|        | Демократическая юнионистская партия                 | 124 991    | 0,7      | 1     | 0     |  |  |
|        | Альянс                                              | 105 928    | 0,6      | 1     | +1    |  |  |
|        |                                                     |            |          |       |       |  |  |
|        | Независимая группа за перемены                      | 571 846    | 3,3      | 0     | новая |  |  |
|        | Партия независимости Соединённого Королевства       | 554 463    | 3,2      | 0     | -24   |  |  |
|        | Шотландская партия зелёных                          | 129 603    | 0,8      | 0     | 0     |  |  |
|        | Социал-демократическая и лейбористская партия       | 78 589     | 0,5      | 0     | 0     |  |  |
|        | Традиционный юнионистский голос                     | 62 021     | 0,4      | 0     | 0     |  |  |
|        | Ольстерская юнионистская партия                     | 53 052     | 0,3      | 0     | 0     |  |  |
|        | Йоркширская партия                                  | 50 842     | 0,3      | 0     | 0     |  |  |
|        | Английские демократы                                | 39 938     | 0,2      | 0     | 0     |  |  |
|        | Партия Соединённого Королевства за Европейский Союз | 33 576     | 0,2      | 0     | новая |  |  |
|        | Партия охраны животных                              | 25 232     | 0,2      | 0     | 0     |  |  |
|        | Партия равноправия женщин                           | 23 766     | 0,1      | 0     | новая |  |  |
|        | Зелёная партия Северной Ирландии                    | 12 471     | 0,1      | 0     | 0     |  |  |
|        | Независимая сеть                                    | 7 641      | <0,1     | 0     | новая |  |  |
|        | Социалистическая партия Великобритании              | 3 505      | <0,1     | 0     | 0     |  |  |
|        | Независимые                                         | 62 021     | 0,5      | 0     | 0     |  |  |
|        | Всего                                               | 17 199 701 | 99.,92   | 73    | 0     |  |  |
|        | Недействительные/пустые бюллетени                   | 15 138     | 0,08     |       |       |  |  |
|        | Всего                                               | 17 214 839 | 100,00   |       |       |  |  |
|        | Зарегистрированных избирателей/Явка                 | 46 550 683 | 37,18    |       |       |  |  |